# Gaius Furius Sabinius Aquila Timesitheus

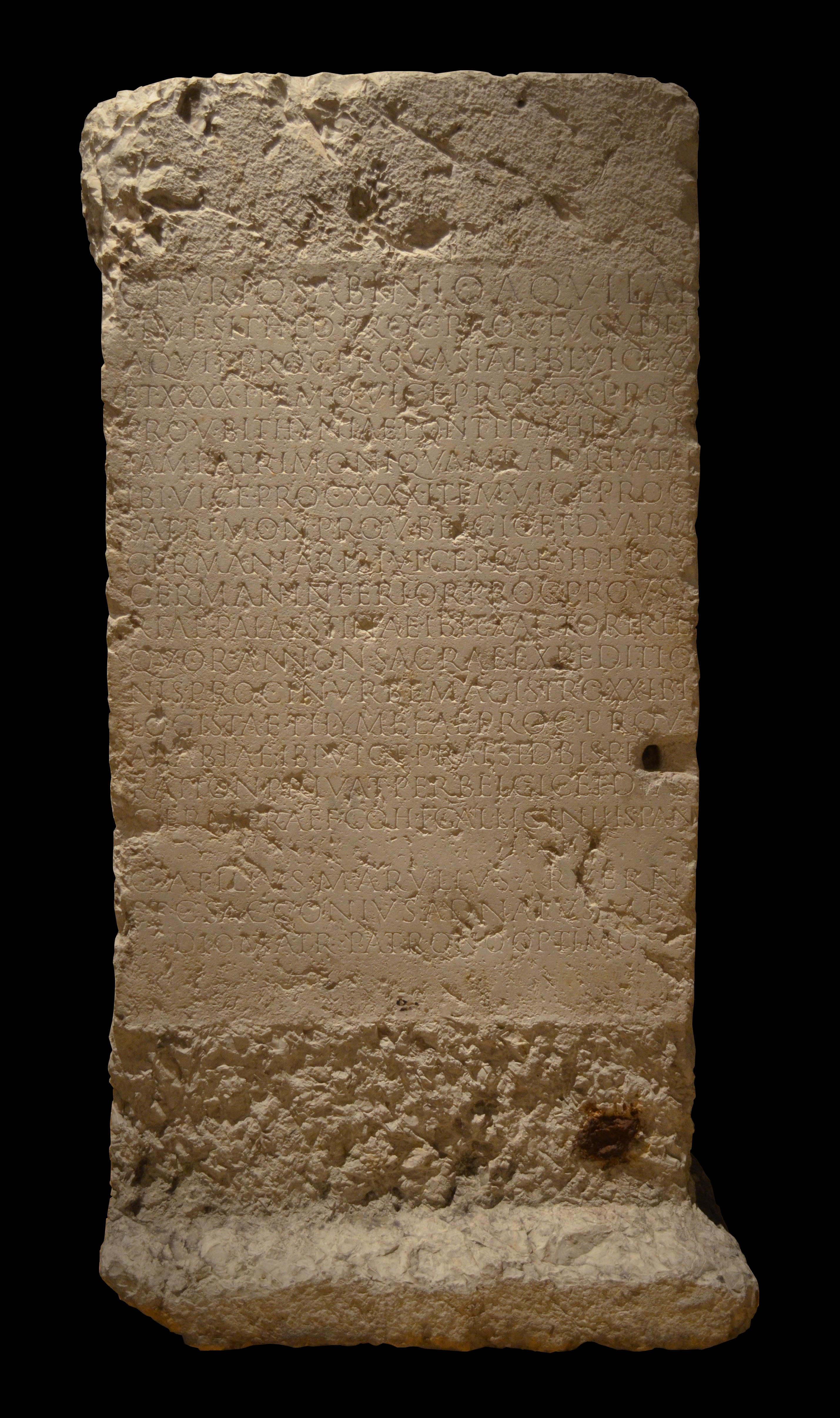
De cursus honorum van Timesitheus (Gallo-Romeins museum van Fourvière, Lyon)

Gaius Furius Sabinius Aquila Timesitheus (? - 243) was een van de belangrijkste raadgevers van de jonge Romeinse keizer Gordianus III, onder wiens bewind hij uiteindelijk het ambt van praefectus praetorio bekleedde.

## Leven

### Onder de Severi en Maximinus Thrax
Timesitheus was afkomstig uit de ordo equester (ridderlijke stand) en was zijn carrière blijkbaar onder keizer Elagabalus begonnen, onder wie hij in Hispania als praefectus cohortis diende. In 218 en 222 bekleedde hij de positie van procurator in Arabia Petraea. . Rond 220 nam hij verscheidene civiele bestuursposten in de Rijnprovincies in (Gallia Belgica, Germania Inferior, Germania Superior). Verdere ambten volgden, waarbij Timesitheus zich duidelijk als flexibele en universeel inzetbare functionaris bewees.
In 232 werd hem de financiële coördinatie van de matig succesvolle oorlog van keizer Severus Alexander tegen de Sassaniden opgedragen.
Daarna bewees hij zich in de volgende jaren op diverse posten in Gallië: zo verwierf hij zich onder Maximinus Thrax de twijfelachtige eer, bijzonder succesvol de inkomsten van de staat te hebben verhoogd.

### Onder Gordianus III: de sterke man achter de troon
Het lukte hem blijkbaar zeer snel, tot machtig figuur aan het hof op te klimmen en de jonge, onervaren Gordianus III (die na het plotse overlijden van Gordianus I keizer was geworden), aan zich te binden. In het voorjaar van 241 trouwde de jonge keizer met Timesitheus’ dochter Furia Sabinia Tranquillina, wat Timesitheus de facto tot mederegent maakte. Datzelfde jaar nog werd hij tot praefectus praetorio benoemd.
Ondanks zijn machtsvolkomenheid bewees Timesitheus zich kennelijk als loyale helper van de keizer, in wiens regime hij een beslissende rol speelde. In 243 trok hij samen met Gordianus op tegen de Sassaniden onder Shapur I, die de Romeinse troepen in een eerste gevecht een gevoelige nederlaag had toegebracht.

## Overlijden
De plotselinge dood van Timesitheus, kort na de waarschijnlijk nog onder zijn commando behaalde overwinning in de slag bij Rhesaina, had verstrekkende gevolgen. Hij zou zijn overleden aan een ziekte (diarree), hoewel sommigen ook dachten dat er gif in het spel was.

## Opvolging alspraefectus praetorio
Zijn opvolger als praefectus praetorio werd de uit Arabië afkomstige Julius Philippus, die in 244 na een nederlaag van de Romeinen in de slag bij Misiche en de raadselachtige dood van Gordianus als Philippus Arabs het keizerlijke purper zou aannemen.

## Antieke bronnen
- CIL VI 1611 (pp. 3163, 4719, 4729) = 31831), XIII 1807, AE 1936, 151, AE 2000, 1505 (inscripties).
- Scriptores Historiae Augustae, Gordiani tres 23.6-29.2 (Misitheus).
- Zonaras, Epitome Historiarum XII 18 (Timesocles).
- Zosimus, Historia nova I 17.2-18 (Timesicles).